# Zweite Schlacht am Bull Run
Rappahannock Station – Cedar Mountain – Thoroughfare Gap – Manassas Station Operationen – Manassas II – Chantilly/Ox Hill
Die zweite Schlacht am Bull Run, auch als zweite Schlacht bei Manassas bezeichnet, fand zwischen dem Abend des 28. und dem 30. August 1862 während des Sezessionskrieges in der Nähe von Manassas im nördlichen Virginia statt. Das Gefecht endete mit einem Sieg der konföderierten Truppen unter Robert E. Lee.
Der Unterschied zwischen den zwei Bezeichnungen ergibt sich aus dem Unterschied zwischen den Namenskonventionen der Nordstaaten (Union) und der Südstaaten (Konföderation). Die Konföderation benannte Schlachten nach der nächstgelegenen Ortschaft oder einem markanten Geländeobjekt; die Union benannte Schlachten nach dem nächstgelegenen Fluss oder Wasserlauf.

## Vorgeschichte
Der Halbinsel-Feldzug der Potomac-Armee unter Generalmajor George B. McClellan war gescheitert. Die Unionstruppen waren unter hohen Verlusten für beide Seiten an den James ausgewichen. 
Das Ziel, die konföderierte Hauptstadt Richmond, Virginia einzunehmen und damit den Krieg zu beenden, war nicht erreicht worden. Die neu aufgestellte Virginia-Armee der Union unter Generalmajor John Pope sollte nun gemeinsam mit der Potomac-Armee von Norden auf Richmond vorrücken. Mitte August lagen sich die Truppen General Robert E. Lees und John Popes nach der Schlacht am Cedar Mountain am Rappahannock gegenüber.
Lee entschloss sich, die Zeit zu einem Angriff auf die Virginia-Armee zu nutzen, bevor die Potomac-Armee Pope auf ungefähr 150.000 Mann verstärken konnte. Er befahl Generalmajor Thomas "Stonewall" Jackson mit seinem II. Korps mit 24.000 Mann am 25. August, die Unionstruppen zu umgehen, während Generalmajor James Longstreet mit dem I. Korps mit 30.000 Mann Pope weiter binden sollte. Jacksons Truppen, die als „Fußkavallerie“ berühmt waren, legten unbemerkt in einem Gewaltmarsch 50 Meilen (80 km) zurück, plünderten am 27. August die Nachschubbasen der Virginia-Armee in Manassas und Briscoe Station, zerstörten die Eisenbahnverbindung und wichen nach Nordwesten aus. Pope gelang es nicht, Jacksons Korps zu stellen, als er am 27. August in Manassas Station eintraf. Von Centerville, Virginia versuchte er den vermeintlich auf dem Rückzug befindlichen Jackson zu finden.
McClellan unterstützte Pope mit dem III. (Generalmajor Samuel P. Heintzelman) und dem V. Korps (Generalmajor Fitz John Porter) der Potomac-Armee, weitere Unterstützung verweigerte er, da er irrigerweise annahm, selbst starken feindlichen Kräften gegenüberzustehen. Am Abend des 28. August entdeckte eine von Popes Divisionen Jacksons Korps. Es kam zum Gefecht bei Groveton, das beiden Seiten große Verluste brachte. Die Kämpfe dauerten bis nach 21:00 Uhr, einigen Quellen zufolge sogar bis Mitternacht. Pope, der Jackson in der Falle wähnte, ließ während der Nacht seine Korps heranführen, um am nächsten Morgen anzugreifen.

## Der erste Tag der Schlacht
Generalmajor Pope nahm an, Jackson würde zum Rappahannock ausweichen, um sich dort mit Longstreets I. Korps zu vereinigen. Diese Annahme war falsch, denn Longstreet war im Gegenteil auf dem Weg zu Jackson, um dessen Truppen zu verstärken. Jackson hatte sich mit seinen drei Divisionen hinter einem Bahndamm verschanzt. Am Morgen des 29. August griffen die Unionstruppen mit Teilen von drei Korps an.
Das III. Korps der Virginia-Armee unter Generalmajor Irvin McDowell und das V. Korps der Potomac-Armee unter Generalmajor Fitz John Porter griffen nur mit jeweils einer Division in die Kämpfe ein. Ein vager Befehl Popes, links umfassend den rechten Flügel Jacksons anzugreifen, wurde von Porter nur zögerlich ausgeführt, mit der Begründung, er sehe sich feindlichen Truppen gegenüber, während McDowell den Tag mit Lavieren verbrachte. 
Während des gesamten Tages waren die an der „unfinished Railroad“ eingesetzten US-Divisionen ein ums andere Mal in die Stellungen der Konföderierten eingebrochen, wurden aber immer wieder unter hohen Verlusten zurückgeworfen. Auf konföderierter Seite war gegen 11:00 Uhr Longstreets Korps eingetroffen und hatte am Nachmittag die Front der Konföderierten verstärkt. Die Unionstruppen hatten das Heranrücken Longstreets auf Jacksons rechter Flanke zwar bemerkt, aber falsch beurteilt. Lee beabsichtigte seinerseits, mit Longstreets frischen Verbänden Pope in dessen linker Flanke zu fassen, um Jackson zu entlasten. Aber Longstreet erhob wiederholt Einwände gegen einen Angriff, die Lee widerstrebend akzeptierte. Am Nachmittag wurden die Kämpfe eingestellt, nur einige Brigaden aus McDowells Korps hatten am Abend Feindberührung. Auf beiden Seiten hatte es hohe Verluste gegeben und die Konföderierten mussten ihre Front begradigen.
Diese Frontbegradigung führte zu einer weiteren Fehleinschätzung Popes. Wieder glaubte er, die Konföderierten wichen ihm aus, und er plante, am nächsten Morgen erneut anzugreifen.

## Der zweite Tag der Schlacht
Am Vormittag des 30. August erkannte Pope, dass Jackson nicht auswich. Es blieb trotzdem beim geplanten Angriff durch Porter. Ein erster Angriff der Union wurde von Jacksons Truppen gestoppt. Um 15:00 Uhr begann unter der Führung von Porter ein zweiter Angriff, der von 10.000 Mann vorgetragen wurde. Auch diese Attacke wurde von Jacksons Truppen abgewiesen, unterstützt von Longstreets Artillerie. Einigen konföderierten Einheiten ging jedoch die Munition aus, und sie mussten sich teilweise mit Steinen und Felsbrocken wehren. Nach dem Scheitern dieses Angriffs griffen Longstreets fünf Divisionen gegen 16:30 Uhr die linke Flanke der Union an. Pope warf daraufhin Brigade um Brigade in die Schlacht, und es gelang ihm schließlich, seine Armee organisiert auf das östliche Ufer des Bull Run in Richtung Washington, D.C. zurückzuführen. Die Virginia-Armee zog sich geschlagen, aber nicht vernichtet, in Richtung Washington zurück.

## Nachspiel und Ergebnis
Am 1. September lieferte sich die Nachhut der Union, nur zwanzig Meilen von Washington entfernt, ein Gefecht mit Jacksons nachsetzenden Truppen.
Robert E. Lee hatte es mit seiner aggressiven Strategie innerhalb eines Monats geschafft, dass nicht mehr vor Richmond, sondern vor Washington gekämpft wurde. Lee, vor kurzer Zeit noch als „Spatenkönig“ verhöhnt, wurde zum Helden des Südens. Auf der anderen Seite sank die Moral des Nordens tief. Die Generäle der Union, untereinander zerstritten, gaben sich gegenseitig die Schuld an der Niederlage. Irwin McDowell, der ein Jahr zuvor bereits die erste Schlacht am Bull Run verloren hatte, wurde seines Kommandos enthoben, John Pope wurde nach Minnesota geschickt, zur „Befriedung“ der Indianer, und die Virginia-Armee unter dem Kommando von George B. McClellan mit der Potomac-Armee vereint. Fitz-John Porter wurde aufgrund seiner angeblichen Gehorsamsverweigerung später vor ein Militärgericht gestellt und unehrenhaft aus der Armee entlassen, jedoch nach dem Krieg wieder rehabilitiert.